# Heterophasia auricularis
Síbia-de-faces-brancas ou sibia-orelhuda (Heterophasia auricularis) é uma espécie de ave da família Sylviidae.
Pode ser encontrada nos seguintes países: China e Taiwan.
Os seus habitats naturais são: florestas temperadas.